# Behoit
Behoit ist ein selten vorkommendes Mineral aus der Mineralklasse der „Oxide und Hydroxide“ mit der chemischen Zusammensetzung Be(OH)2 und damit chemisch gesehen Berylliumhydroxid.
Behoit kristallisiert im orthorhombischen Kristallsystem und entwickelt pseudo-oktaedrische oder sphenoidische Kristalle bis etwa sieben Millimeter Größe mit Streifen und Ätzgruben auf den glasähnlich glänzenden Oberflächen. In reiner Form ist Behoit farblos und durchsichtig. Durch vielfache Lichtbrechung aufgrund von Gitterfehlern oder polykristalliner Ausbildung ist er jedoch meist durchscheinend weiß oder nimmt durch Fremdbeimengungen eine blassrosa Farbe an.

## Etymologie und Geschichte
Die synthetische Verbindung hatten A. Seitz, U. Rösler und K. Schubert Berylliumhydroxid bereits 1950 dargestellt und dessen Kristallstruktur entschlüsselt.
Als natürliche Mineralbildung wurde Berylliumhydroxid erstmals 1964 in den Honeycomb Hills im Juab County des US-Bundesstaates Utah entdeckt. Judy W. Montoya, G. S. Baur und S. R. Wilson erwähnen das neu entdeckte Mineral in ihrem Bericht über den Fundort jedoch nur kurz und ohne ihm einen Namen zu geben. Eine genauere Beschreibung wird im Bericht auf später verschoben.
Die vollständige Erstbeschreibung von natürlichem Berylliumhydroxid erfolgte dann allerdings erst 1970 durch Arthur J. Ehlmann und Richard S. Mitchell an Mineralproben, die Joe Williams in den „Rode Ranch“-Pegmatiten im Llano County des US-Bundesstaates Texas entdeckt hatte. Entsprechend gilt dieser Fundort auch als Typlokalität für das Mineral. Die Wahl des Namens überließen Ehlmann und Mitchell jedoch Montoya, der sie aufgrund der früheren Entdeckung das Privileg dazu einräumten. In einem persönlichen Gespräch wählte sie den Namen nach der chemischen Zusammensetzung des Minerals aus Be und OH. Die Schreibweise des Hydroxidions wurde für den Mineralnamen Behoit allerdings umgedreht.

## Klassifikation
In der veralteten 8. Auflage der Mineralsystematik nach Strunz ist der Behoit noch nicht verzeichnet. Allerdings erwähnt Strunz in der „Brucit-Reihe“ mit der System-Nr. IV/F.03 innerhalb der Abteilung der Hydroxide ein noch fragliches, unbenanntes Be-Hydroxid mit der Formel β-Be(OH)2 aus dem Tuff der Honeycomb Hills in Utah.
Im Lapis-Mineralienverzeichnis nach Stefan Weiß, das sich aus Rücksicht auf private Sammler und institutionelle Sammlungen noch nach dieser alten Form der Systematik von Karl Hugo Strunz richtet, erhielt das Mineral die System- und Mineral-Nr. IV/F.01-20. In der „Lapis-Systematik“ entspricht dies der Klasse der „Oxide und Hydroxide“ und dort der Abteilung „Hydroxide und oxidische Hydrate (wasserhaltige Oxide mit Schichtstruktur)“, wo Behoit zusammen mit Sassolin und Klinobehoit eine eigenständige, aber unbenannte Gruppe bildet (Stand 2018).
Die seit 2001 gültige und von der International Mineralogical Association (IMA) bis 2009 aktualisierte 9. Auflage der Strunz’schen Mineralsystematik ordnet den Behoit ebenfalls in die Klasse der „Oxide und Hydroxide“, dort allerdings  in die Abteilung der „Hydroxide (ohne V oder U)“ ein. Diese ist weiter unterteilt nach der möglichen Anwesenheit von zusätzlichem Kristallwasser (H2O) und der Kristallstruktur, so dass das Mineral entsprechend seiner Zusammensetzung und seinem Aufbau in der Unterabteilung „Hydroxide mit OH, ohne H2O; eckenverknüpfte Tetraeder“ zu finden ist, wo es als einziges Mitglied die unbenannte Gruppe 4.FA.05a bildet.
Auch die vorwiegend im englischen Sprachraum gebräuchliche Systematik der Minerale nach Dana ordnet den Behoit in die Klasse der „Oxide und Hydroxide“ und dort in die Abteilung der „Hydroxide und hydroxyhaltige Oxide“ ein. Hier ist er als einziges Mitglied in der unbenannten Gruppe 06.02.02 innerhalb der Unterabteilung „Hydroxide und hydroxyhaltige Oxide mit der Formel X2+(OH)2“ zu finden.

## Chemismus
Die idealisierte chemische Zusammensetzung von Behoit (Be(OH)2) besteht aus Beryllium (Be) und Hydroxidionen (OH) im Stoffmengenverhältnis von 1 : 2. Dies entspricht einem Massenanteil (Gewichts-%) von 20,95 Gew.-% Be und 79,06 Gew.-% OH beziehungsweise 74,37 Gew.-% O und 4,69 Gew.-% H oder in der Oxidform ausgedrückt 58,13 Gew.-% BeO und 41,87 Gew.-% H2O.
Die semiquantitative spektrografische Analyse am Typmaterial aus den „Rode Ranch“-Pegmatiten ergab Beryllium als einziges Hauptelement. Eine ganze Anzahl weiterer Elemente konnte zwar in Spuren zwischen 0,001 (Ba, Co, Mo, V, Zr) und unter 0,1 Gew.-% (Ta) nachgewiesen werden, sind jedoch nicht am Aufbau des Minerals beteiligt und entsprechend Fremdbeimengungen. Auch die etwas höheren Anteile von Silicium (1 bis 10 Gew.-%) und Eisen (0,3 bis 3 Gew.-%) sind auf Verunreinigungen zurückzuführen.

## Kristallstruktur
Behoit kristallisiert isotyp mit Wülfingit (ε-Zn(OH)2) in der orthorhombischen Raumgruppe P212121 (Raumgruppen-Nr. 19) mit den Gitterparametern a = 4,64 Å; b = 7,07 Å und c = 4,55 Å sowie vier Formeleinheiten pro Elementarzelle.
Die Kristallstruktur von Behoit besteht aus Be(OH)4-Tetraedern, die über gemeinsam genutzte Ecken miteinander zu einem dreidimensionalen Gerüst ähnlich dem von Cristobalit verbunden sind.

## Modifikationen und Varietäten
Die Verbindung Be(OH)2 ist dimorph und kommt in der Natur neben dem orthorhombisch kristallisierenden Behoit noch als monoklin kristallisierender Klinobehoit vor.

## Bildung und Fundorte

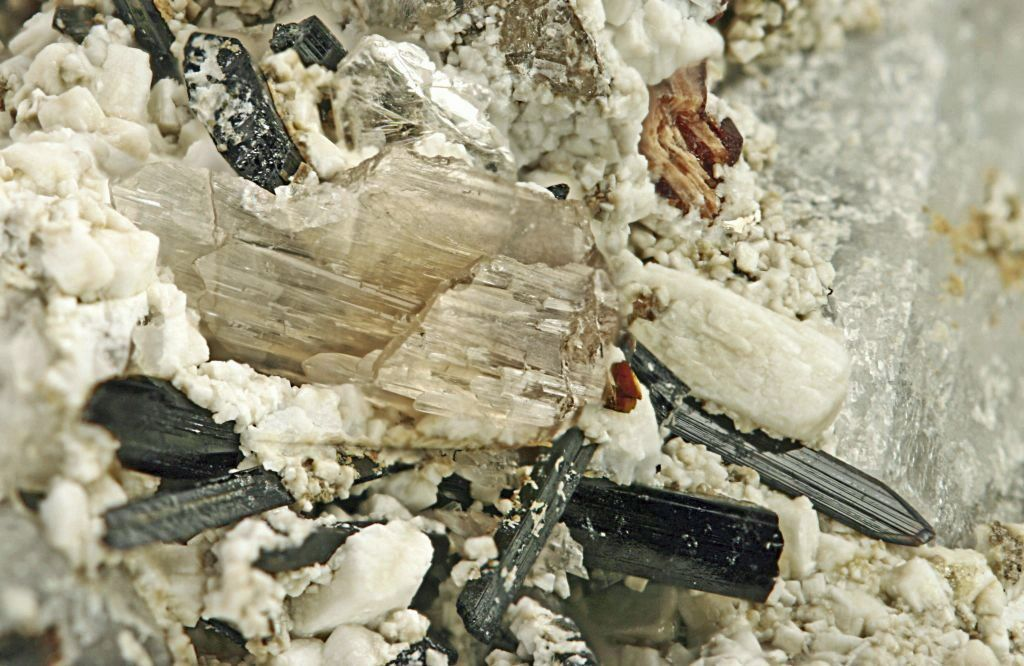
Behoit (klingenförmige, etwa 9 mm große Kristalle in der Bildmitte) mit Aegirin (schwarz) auf einer Matrix aus Natrolith und Gonnardit aus dem Steinbruch „Poudrette“, Kanada

An seiner Typlokalität bildete sich Behoit sekundär in granitischen „Rode Ranch“-Pegmatiten im texanischen Llano County als oberflächennahes Umwandlungsprodukt von Gadolinit. Er kann aber auch in umgewandelten vulkanischen Tuffen wie in den Honeycomb Hills im Juab County von Utah oder in miarolitischen Hohlräumen pegmatitischer Nephelin-Syenit-Gänge wie Steinbruch „Poudrette“ am Mont Saint-Hilaire im Südwesten der kanadischen Provinz Québec vorkommen. Je nach Fundort können als Begleitminerale unter anderem Albit, Bastnäsit, Calcit, Fluorit, Mikroklin, Montmorillonit, Quarz und Tengerit auftreten.
Als seltene Mineralbildung konnte Behoit nur an wenigen Orten nachgewiesen werden, wobei weltweit bisher rund 30 Fundstellen dokumentiert sind. Außer an seiner Typlokalität in den „Rode Ranch“-Pegmatiten etwa 10 Meilen (entspricht rund 16 km) südwestlich von Llano und dem zuvor erwähnten Fundort Honeycomb Hills in Utah, fand sich das Mineral noch in den „Petrick“-Pegmatiten etwa eine Meile westlich des ebenfalls im Llano County liegenden Lake Buchanan sowie in den „Clear Creek“-Pegmatiten etwa 1,5 Meilen östlich vom Lake Buchanan im Burnet County in Texas. Daneben trat Behoit in den Vereinigten Staaten nur noch in den Steinbrüchen (englisch quarry) „Berry-Havey“ bei Poland im Androscoggin County und „Emmons“ am Uncle Tom Mountain im Oxford County von Maine auf.
Relativ häufig konnte Behoit bisher in Norwegen gefunden werden. Bekannt wurde vor allem die Umgebung von Tvedalen in der Landschaft Vestfold mit Funden in mehreren Steinbrüchen, wobei der „Almenningen“-Pegmatit- und der A/S-Granit-Steinbruch als besonders gute Fundstellen ausgezeichnet wurden.
Weitere bekannte Fundorte außer den bereits genannten sind unter anderem die „Xianghualing Mine“ (auch Hsianghualing Mine) im Kreis Linwu in der chinesischen Provinz Hunan, am Nakkaalaaq (auch Nakalak, Nakalaq) im Alkali-Komplex Ilímaussaq (auch Ilimmaasaq) nahe Narsaq in der grönländischen Kommune Kujalleq sowie das Sakhariok-Massiv (auch Sakhariok oder Sakharjok) in der Oblast Murmansk und das Bergbaurevier Pitkjaranta (auch Pitkyaranta oder Pitkäranta) in der Republik Karelien.